# 아오키 가즈시게

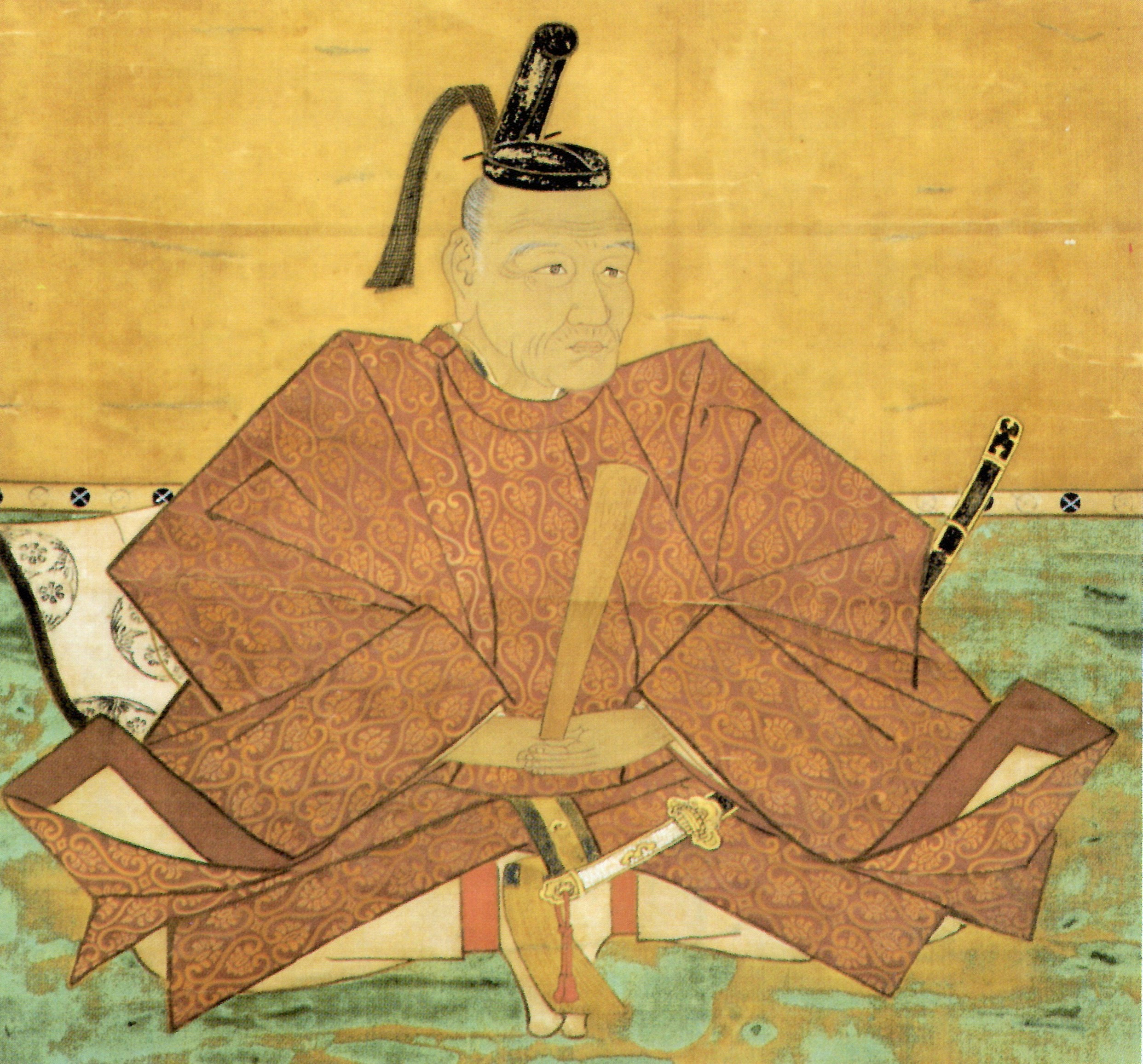
아오키 가즈시게

아오키 가즈시게(青木一重)는 센고쿠 시대부터 에도 시대 전기까지의 무장, 다이묘이다. 셋쓰 아사다 번 초대 번주를 지냈다. 미노국 출신으로 도키 요리노리, 사이토 도산을 섬겼던 아오키 가가우에몬의 아들이다.
|  | 제1대 아사다 번 번주 (아오키 가) 1614년 ~ 1619년 | 후임 아오키 시게카네 |